# Луї Гобе
Луї Гобе (фр. Louis Gobet, 28 жовтня 1908 — 1995) — швейцарський футболіст, що грав на позиції захисника, зокрема, за клуб «Берн», а також національну збірну Швейцарії.

## Клубна кар'єра
Грав за команду «Блю Старз» (Цюрих) щонайменше в 1930—1934 роках.
В 1933 році Гобе разом з одноклубником Робером Каесом підсилили «Цюрих» для товариського матчу проти австрійського клубу «Вінер АК». Матч закінчився почесною нічиєю 1:1 проти статусного суперника.
1934 року перейшов до клубу «Берн». Найвищий результат, якого досягла команда в ті роки — четверте місце в лізі в 1936 році. Також з командою грав у півфіналі Кубка Швейцарії в 1935. У 1938 році з «Берном» вилетів з вищого дивізіону.
В 1938 році став гравцем клубу «Янг Бойз», в складі якого грав до 1947 році. Двічі з командою був срібним призером чемпіонату Швейцарії в сезонах 1940/41 і 1944/45. В тому ж 1945 році виграв з клубом Кубок Швейцарії. У фіналі турніру Гобе був капітаном своєї команди, яка перемогла «Санкт-Галлен» з рахунком 2:0.

## Виступи за збірну
1932 року дебютував в офіційних матчах у складі національної збірної Швейцарії. Протягом кар'єри у національній команді, яка тривала 6 років, провів у її формі 12 матчів.
Був присутній в заявці збірної на чемпіонаті світу 1934 року в Італії, але на поле не виходив.

## Статистика виступів

### Статистика виступів в чемпіонаті
Виступи у вищому дивізіоні чемпіонату Швейцарії, починаючи з сезону 1933/34.
| Сезон   | Клуб      | Ліга                | Матчі | Голи |
| ------- | --------- | ------------------- | ----- | ---- |
| 1933/34 | Блю Старз | Чемпіонат Швейцарії | 29    | 4    |
| 1934/35 | Берн      | Чемпіонат Швейцарії | 25    | 1    |
| 1935/36 | Берн      | Чемпіонат Швейцарії | 14    | 1    |
| 1936/37 | Берн      | Чемпіонат Швейцарії | 17    | 0    |
| 1937/38 | Берн      | Чемпіонат Швейцарії | 17    | 0    |
| 1938/39 | Янг Бойз  | Чемпіонат Швейцарії | 20    | 0    |
| 1939/40 | Янг Бойз  | Чемпіонат Швейцарії | 21    | 0    |
| 1940/41 | Янг Бойз  | Чемпіонат Швейцарії | 22    | 0    |
| 1941/42 | Янг Бойз  | Чемпіонат Швейцарії | 22    | 0    |
| 1942/43 | Янг Бойз  | Чемпіонат Швейцарії | 21    | 2    |
| 1943/44 | Янг Бойз  | Чемпіонат Швейцарії | 22    | 0    |
| 1944/45 | Янг Бойз  | Чемпіонат Швейцарії | 26    | 0    |
| 1945/46 | Янг Бойз  | Чемпіонат Швейцарії | 13    | 0    |
| 1946/47 | Янг Бойз  | Чемпіонат Швейцарії | 19    | 0    |
| РАЗОМ   |           |                     | 278   | 8    |